# Sergej Bubka
Sergej Nazarovič Bubka (ukrajinsky Сергій Назарович Бубка – Serhij Nazarovyč Bubka, rusky Сергей Назарович Бубка; * 4. prosince 1963, Luhansk) je bývalý sovětský a od roku 1991 ukrajinský atlet ve skoku o tyči, olympijský vítěz, šestinásobný mistr světa, mistr Evropy a nejlepší sportovec světa pro rok 1997.
Téměř dvacet jedna let držel světový rekord výkonem 6,15 m z 21. února 1993 v Doněcku, než ho 15. února 2014 na ukrajinském halovém mítinku překonal Francouz Renaud Lavillenie pokořením výšky 6,16 m. Celkově vytvořil 35 nových světových rekordů (17 venkovních a 18 halových). Stal se prvním tyčkařem historie, který přeskočil laťku ve výšce 6,00 a 6,10 metru.

## Sportovní kariéra
Stal se prvním tyčkařem, který překonal hranici 6 a 6,10 metrů. Byl držitelem světového rekordu pod širým nebem, který měl hodnotu 6,14 metru, a kterého dosáhl 31. července 1994 v Sestriere v Itálii. Tento rekord však pokořil 17. září 2020 v Římě Švéd Armand Duplantis výkonem 6,15 metru. V hale byl rekord ještě o centimetr lepší a je někdy uváděn místo venkovního coby „absolutní“ rekord v této disciplíně. Tento rekord dne 16. února 2014 překonal o 1 cm (6,16 m) francouzský tyčkař Renaud Lavillenie na mítinku v Doněcku.
O tyči začal skákat ve věku devíti let. V roce 1978 ve věku patnácti let se přestěhoval do Doněcku a začal se připravovat pod trenérem Vitalijem Petrovem.
Do světového atletického povědomí vstoupil v roce 1983 výkonem 5,70 metru. V následujících čtyřech letech posunul hranici světového rekordu o 21 centimetrů. Byl vyhlášen nejlepším sportovcem Sovětského svazu v letech 1984, 1985 a 1986.
Vyhrál 6× mistrovství světa (prvních šest šampionátů). Světový rekord vylepšil 35× (17× venku, 18× v hale), což je také světový atletický rekord.
Méně se mu dařilo na olympijských hrách. LOH 1984 se nezúčastnil kvůli bojkotu. Letní olympijské hry 1988 vyhrál výkonem 590 cm, Další dvě olympiády byly jen vyvrcholením jeho olympijské smůly. Do Barcelony 1992 přijel (nově pod hlavičkou Ukrajiny) jako světový rekordman výkonem 611 cm v roli jasného favorita. V závodě ale neměl žádný platný pokus. Na LOH 1996 v Atlantě se při tréninku na kvalifikaci zranil a do závodu tak již nezasáhl vůbec. Na LOH 2000 v Sydney už do hlavního závodu ani nepostoupil z kvalifikace.

## Soukromý život
Jeho bratr Vasilij Bubka je také bývalý atlet a skokan o tyči. Jeho synem je ukrajinský profesionální tenista Sergej Bubka mladší.

## Získaná ocenění a funkce
- Leninův řád
- Řád rudé hvězdy práce
- Hrdina Ukrajiny
- Vyhlášen nejlepším skokanem o tyči 20. století podle časopisu Track & Field News
- Nejlepší sportovec světa 1997 podle L'Équipe
- Poslanec ukrajinského parlamentu 2002 - 2006.